# Minutové hry
Minutové hry je projekt Českého rozhlasu z roku 2012, v rámci kterého vznikají krátké rozhlasové hry s délkou kolem jedné minuty. Projekt vznikl pod vedením dramaturgyně stanice Vltava Kateřiny Rathouské, která sama několik her napsala.
Autory her jsou dále David Drábek, Robert Sedláček, Jindřich Šídlo, Miloš Urban, Marek Epstein, Petr Hudský, Daniela Fischerová, Miloslav Macela, Jiří Kaspar, Jan Hladík, Helena Pekkala, Jiří Adámek, Petr Mančal, Hana Železná, Miroslav Vaic, Petr Vodička, Dora Viceníková, Bedřich Ludvík, Ivana Myšková, Miloš Urban, Zeno Kaprál a další.
Hrají např. Jaromír Dulava, Robert Jašków, Jiřina Jirásková, Oldřich Kaiser, Hana Maciuchová, David Novotný, Jana Stryková, Pavla Tomicová, Ondřej Vetchý a mnozí další.